# 邾宣公
邾宣公（？—前556年），即曹牼，為春秋諸侯國邾国君主第14代君主，是邾定公的儿子。在位16年。死后，儿子邾悼公继位。
| 前任： 邾定公 | 春秋邾国君主 前572年－前556年 | 繼任： 邾悼公 |